# Rob Kardashian
Robert Arthur „Rob” Kardashian Jr. (ur. 17 marca 1987 w Los Angeles) – amerykański model, agent talentów i osobowość telewizyjna. Najlepiej znany z udziału w reality show Z kamerą u Kardashianów i Khloé i Lamar.

## Życiorys

### Wczesne lata
Urodził się w Los Angeles, w stanie Kalifornia, w rodzinie rzymskokatolickiej jako najmłodszy z czworga rodzeństwa i jedyny syn Kristen Mary Houghton i Roberta George’a Kardashiana. Wychowywał się z trzema starszymi siostrami: Kourtney (ur. 18 kwietnia 1979), Kim (ur. 21 października 1980) i Khloé (ur. 27 czerwca 1984). Ma także dwie młodsze przyrodnie siostry z poprzedniego małżeństwa matki z Bruce’em Jennerem – Kendall i Kylie – oraz czwórkę starszego, przybranego rodzeństwa z poprzedniego związku ojczyma – braci Burtona, Brandona i Brody’ego oraz siostrę Casey. W 2003, kiedy miał szesnaście lat, jego ojciec zmarł na raka przełyku.
Był w swojej szkolnej drużynie cross-country. W maju 2009 w Los Angeles ukończył studia na Uniwersytecie Południowej Kalifornii na wydziale biznesu przedsiębiorczości.

### Kariera
W 2007 zadebiutował w telewizji w reality show emitowanym na kanale E! Z kamerą u Kardashianów (Keeping Up With Kardashians).
Pracował jako model, pozując do reklamy Walmart (2011).
Jesienią 2011 brał udział w trzynastej edycji programu Dancing with the Stars. Jego partnerką była Cheryl Burke, z którą zajął ostatecznie drugie miejsce w finale.
W 2011 grał w NBA w meczu gwiazd o nazwie NBA All-Star Weekend.
Podjął także kilka przedsięwzięć biznesowych współpracujących z PerfectSkin, Rival Spot, BG5 i pracując nad własną linią skarpet. Kardashian był jednym z ostatnich sędziów Miss USA 2012.

## Życie prywatne
W latach 2007–2009 był w związku z Adrienne Bailon. W styczniu 2016 zaczął spotykać się z Blac Chyną. 5 kwietnia tego samego roku zaręczyli się. 11 września na kanale E! odbyła się premiera ich reality-show Rob & Chyna. 10 listopada 2016 w Cedars-Sinai Medical Center w Los Angeles urodziła się ich córka, Dream Reneé Kardashian. W lutym 2017 doszło do separacji.